# Effet Signor–Lipps

L'effet Signor–Lipps peut faire apparaître des extinctions comme plus étendues dans le temps qu'elles ne le sont en réalité.

L'effet Signor–Lipps est un principe paléontologique proposé par Philip W. Signor et Jere H. Lipps (en) qui stipule que, puisque l'enregistrement des fossiles n'est jamais complet, ni le premier, ni le dernier organisme dans un taxon ne sera enregistré comme un fossile. L'effet Signor–Lipps est souvent appliqué spécifiquement au cas du plus jeune des fossiles connus d'un taxon comme échouant à représenter la dernière apparition de l'organisme. À l'inverse, l'échec des plus anciens fossiles connus à représenter la première apparition d'un taxon, est aussi appelé effet Jaanusson, d'après le chercheur de Valdar Jaanusson, ou effet Sppil–Rongis (Signor–Lipps épelé à l'envers).

La nature sporadique de l'enregistrement fossile se reflète dans d'énormes lacunes couvrant un certain nombre d'époques

Un exemple célèbre est le cœlacanthe, que l'on croyait disparu à la toute fin du Crétacé – jusqu'à ce qu'un spécimen vivant soit capturé en 1938. Les animaux reconnus comme "Faune de Burgess" sont connus pour être trouvés dans les roches du début et du milieu du Cambrien. Depuis 2006, cependant, quelques fossiles d'animaux semblables ont été trouvés dans les roches de l'Ordovicien, du Silurien, et au début du Dévonien, en d'autres termes jusqu'à 100 millions d'années après les schistes de Burgess,. La manière particulière dont ces animaux ont été fossilisés peut dépendre du type de chimie des océans présent au cours de périodes de temps limitées.
Mais l'effet Signor–Lipps est plus important pour les difficultés qu'il soulève en paléontologie :
- Il rend très difficile d'être confiant sur le calendrier et la vitesse des extinctions de masse, et de ce fait, il est difficile de tester les théories sur leurs causes. Par exemple, l'extinction des dinosaures a longtemps été considérée comme un processus graduel, mais les preuves recueillies depuis la fin des années 1980 suggèrent qu'elle a été soudaine, ce qui est cohérent avec l'idée que c'est un impact d'astéroïde qui l'a causée.
- L'incertitude sur le moment de la première apparition d'un taxon altère le degré de confiance quant à l'ascendance de certains genres. Par exemple, si les premiers fossiles du genre X sont beaucoup plus anciens que les premiers fossiles du genre Y, et que le genre Y a toutes les caractéristiques du genre X plus quelques-unes qui lui sont propres, il est naturel de supposer que X est un ancêtre de Y. Mais cette hypothèse pourrait être remise en cause à tout moment par la découverte d'un fossile de Y plus ancien que les fossiles connus de X – sauf si un fossile encore plus vieux du genre X est découvert, et ainsi de suite.